# Karl-Heinz Narjes

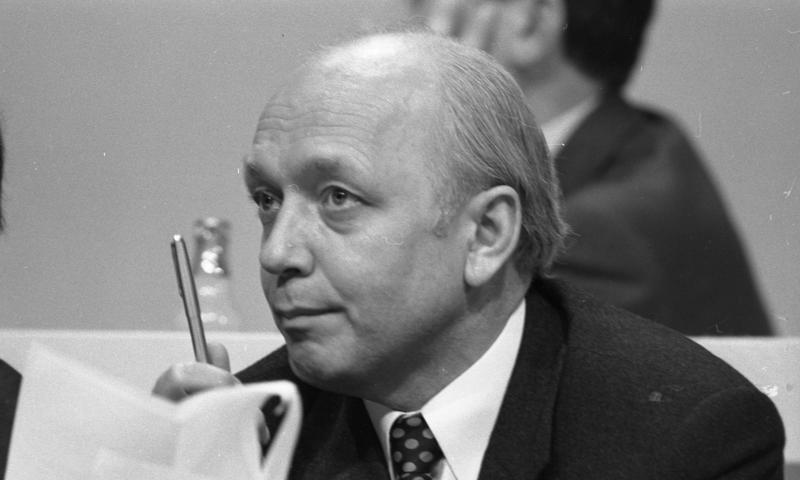
Karl-Heinz Narjes en 1973.

Karl-Heinz Narjes (Soltau, Baja Sajonia, 30 de enero de 1924 - Bonn, Alemania, 26 de enero de 2015) fue un político alemán que formó parte de la Comisión Europea, poder ejecutivo de la Unión Europea, desde 1981 hasta 1989. Los últimos años ocupó además el cargo de vicepresidente de la comisión liderada por Jacques Delors.

## Biografía
Combatió en la Segunda Guerra Mundial como soldado del ejército alemán (Wehrmacht). En febrero de 1944 fue hecho prisionero por el ejército británico, aunque fue liberado y al terminar la guerra estudió derecho en la Universidad de Hamburgo, licenciándose en 1949 y doctorándose en 1952.

## Actividad política
Después de ocupar un cargo de asesor fiscal en Bremen, en 1955 fue nombrado agregado al servicio de la Oficina de Asuntos Exteriores. En 1958 fue designado jefe de la Delegación Alemana en la Comisión de la Comunidad Económica Europea, convirtiéndose en 1963 en jefe del gabinete del Presidente de la CEE y en 1968 en director general de Prensa e Información de la CEE.
Afiliado de la Unión Demócrata Cristiana de Alemania (CDU) desde el año 1967, en 1969 fue nombrado Ministro de Economía y Transporte del estado de Schleswig-Holstein, cargo que ostentó hasta fines de 1973.
En el año 1981 abandona la política nacional para formar parte de la Comisión Thorn. Se convirtió en Comisario Europeo de Mercado Interior, Asuntos Industriales, Unión Aduanera, Medio Ambiente, Asuntos de los Consumidores y Seguridad Atómica. Al formarse posteriormente la Comisión Delors, fue nombrado Vicepresidente y Comisario de Tecnología de la Información, Ciencia e Investigación, manteniendo también la cartera referente a los Asuntos Industriales.